# GATV
GATV（じーえーてぃーびぃー）は、CS放送アニマックスで放送されていたテレビアニメ「ギャラクシーエンジェル」の情報番組である。映像制作はラムズが担当。

## 『GATV』
MC:新谷良子・後藤沙緒里

### 第1期
- 2004年4月4日～2005年3月27日 全50回（本放送：毎週日曜24時30分 再放送：毎週日曜13時30分）。
- 2004年5月からはギャラクシーエンジェルテレビアニメ第二期以降の制作元のテレビ大阪でも放送された（2004年6月で終了）。
- 番組内容は、実写パートとアニメ・ギャラクシーエンジェルの第1期と第2期再放送の2部構成になる。
- アニメの再放送は本放送時に未放送となった作品やDVD購入者限定の作品も放送された。

### 第2期
- 2005年4月3日～2005年9月25日 全23回（本放送：毎週日曜25時 再放送：なし）。
- 『アキハバラ情報局withGATV』番組内で放送。『アキハバラ情報局』は元々単独番組として放送していたが、同番組のメインスポンサーであったサミーが降板したため、同番組を制作していたラムズに完全に著作権を譲渡する形で継続することになった。
- 内容は『アキハバラ情報局』アニメ情報パート+『GATV』実写パートの2部構成になる。

### 実写パート (GATV)
- オープニングコント、What'sGA、GAQ（ギャラクシーエンジェルクイズ）、GAニュースの4つで構成。
- 毎回コントの後に「○○に例えると、○○な新谷良子（後藤沙緒里）です」とオープニングの挨拶をする。
- 『アキハバラ情報局withGATV』にリニューアル後はオープニングコントは廃止になった。
- 実写パートの特別版として、『コンプティーク出張版』（雑誌の付属CD）、『本生GATV出張版』（イベント）、『GATV出張版！ギャラクシーエンジェルヒストリーズ』（DVD特典）等がある。
- この番組は一ヶ月分まとめ撮りのためMC二人の髪型が毎月変わっていた。
- 「好きな人になんて呼ばれたい」という質問に後藤が「しゃおり」と答える。

## 『GATVII』
MC:新谷良子・稲村優奈（ゲームギャラクシーエンジェルIIのヒロイン役抜擢にあたって、後藤と交代）
- 2005年10月2日～2006年3月26日 全25回（本放送：毎週日曜25時 再放送：なし）。
- 『アキハバラ情報局withGATVII』番組内で放送。
- 2006年3月一杯で最終回となった。GATVII終了後は「アキハバラ情報局PLUS」としてリニューアルされるが、同年10月をもって「休止（実質終了）」。

### 実写パート (GATVII)
GAO（ギャラクシーエンジェルオペレーション）、GAニュースIIの2つで構成。GAOはオペレーション（ミニゲーム）を行いポイントを貯めていく。貯めたポイントに応じて月末の放送でプレゼントが貰える。

#### GAOの主な内容
MCカルテ
質問にジェスチャーで答え、もう一人が当てる。交互に行い、3回言って当たらなくても交代。1つ当たると1ポイント
覚えてキャラクター
二人で神経衰弱をするゲーム。最初にカードの配置を覚え、交互にめくる。制限時間は1分、1つ正解につき1ポイント
動いてシンクロ
課題をクリアしてから答える三択のクイズ。答えは相談しないで同時に答える。制限時間は1分、二人正解で1ポイント

## 番組DVD
- GATVDVD
- 帰ってきたGATVDVD（#13-#25,未放送3回）
- GATVDVDグレート（#26-#50）（2005年8月12日発売）
- さよならGATVDVD（#51-#73）（2006年4月28日発売）

いずれもアニメパートの部分は後藤が描いたイメージイラストに差し替えられ、GAニュースのコーナーはカットされている。

## リンク
- GATV公式サイト